# Olbia Calcio 1905
Olbia Calcio 1905 S.r.l. (kurz: Olbia Calcio) ist ein italienischer Fußballverein aus der sardischen Küstenstadt Olbia. Aktuell spielt der Verein in der Serie D.

## Geschichte

### Gründung
Der Verein wurde 1905 als Olbia Calcio gegründet. Im Jahr 2002 wurde Olbia Meister der Serie D und stieg damit in die Serie C2 auf. Im Jahr 2010 wurde Olbia Calcio aufgrund finanzieller Unregelmäßigkeiten vom Ligabetrieb ausgeschlossen und anschließend aufgelöst.

### Neugründung
Im Sommer 2010 wurde der Club als U.S. Olbia 1905 A.S.D. (auch bekannt als A.S.D. Olbia 1905) neu gegründet und startete in der sechsten italienischen Liga, der Eccellenza Sardinia.
In der Saison 2012/13 schaffte man mit 69 Punkten den Aufstieg in die Serie D. Es gab 21 Siege, sechs Unentschieden und drei Niederlagen. Das Torverhältnis lautete 69:23.
Im Jahr 2016 benannte man sich in Olbia Calcio 1905 S.r.l. um und schaffte noch im selben Jahr den Aufstieg in die Lega Pro.

### Übernahme durch die Swiss Pro Promotion
Im Herbst 2023 übernahm das Schweizer Konsortium Swiss Pro Promotion mit Sitz in Wollerau den Verein. Damit wurde Olbia Calcio der erste italienische Profiverein in Schweizer Besitz. Hinter der Firma stecken Finanzanwalt Benno Räber und sein Sohn Dennis Räber. Sie riefen das Ziel aus, binnen fünf Jahren mit den Sarden in der Serie B zu spielen. Nach der ersten Halbsaison stieg der Verein jedoch in die viertklassige Serie D ab. Nach dem Abstieg kam es zum Bruch mit Präsident Alessandro Marino. Die Swiss Pro ersetzte ihn durch Guido Surace, einen Unternehmer aus Einsiedeln. In der ersten ganzen Saison unter der Leitung der Swiss Pro Promotion gelang unter Trainer Ze Maria der Klassenerhalt.

## Erfolge
- Serie D:
  - Sieger: 2001/02
- Eccellenza Sardinia:
  - Sieger: 2012/13